# Temple d'Uluwatu
Le temple d'Uluwatu (Pura Luhu) est situé à l'extrême sud de l'île de Bali en Indonésie, dans la localité de Pecatu dans le Kabupaten de Badung. Il est construit au sommet d'une falaise à pic. 

## Historique
La principale légende sur sa construction est qu'il aurait été construit au XIe siècle par le prêtre Mpu Kuturan avec la proue pétrifiée du bateau de la déesse de la mer Dewi Danu. D'autres l'attribuent à Dang Hyang Nirartha.
En août 2024, le gouvernement local lance des travaux de renforcement de la falaise sur laquelle se tient le temple.

## Description
Le temple se tient sur une falaise haute de 70 mètres. Il fait partie des sept temples directionnels de l'île.

## Faune
Le temple est habité par une colonie de macaques crabiers connus pour voler les objets de valeur des visiteurs et ensuite troquer ces objets contre nourriture. Une étude de 2017 a montré que 55% des vols aboutissent à un troc. Une étude de 2021 (basée sur l'observation de 1 084 vols entre 2015 et 2016) a démontré que ces singes sont capables de repérer les objets ayant le plus de valeur. Ces études mettent en avant des principes d'économie chez ces singes qui pourraient être le « premier exemple d'une économie symbolique entretenue culturellement chez des animaux sauvages ».

## Galerie

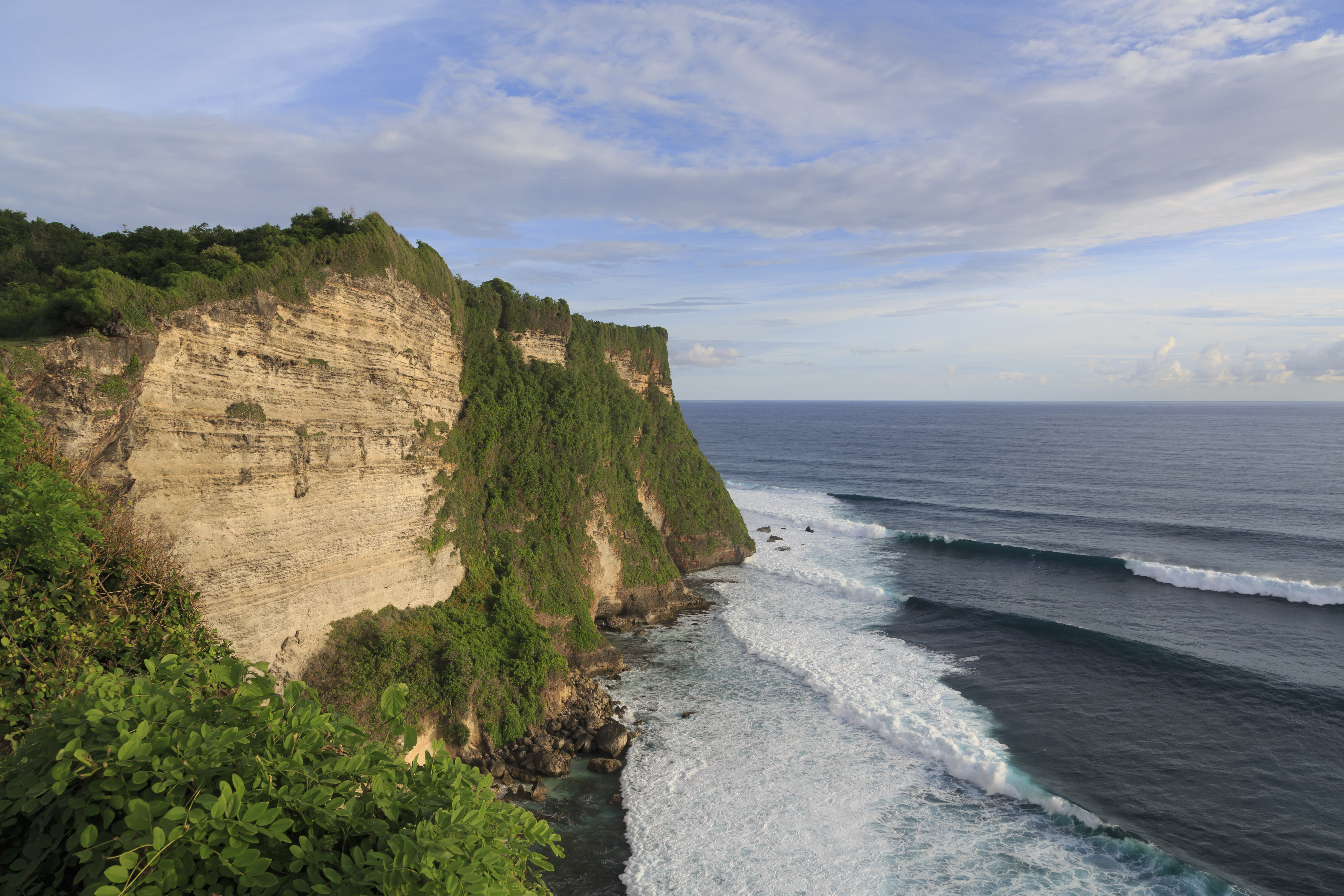
Falaise.
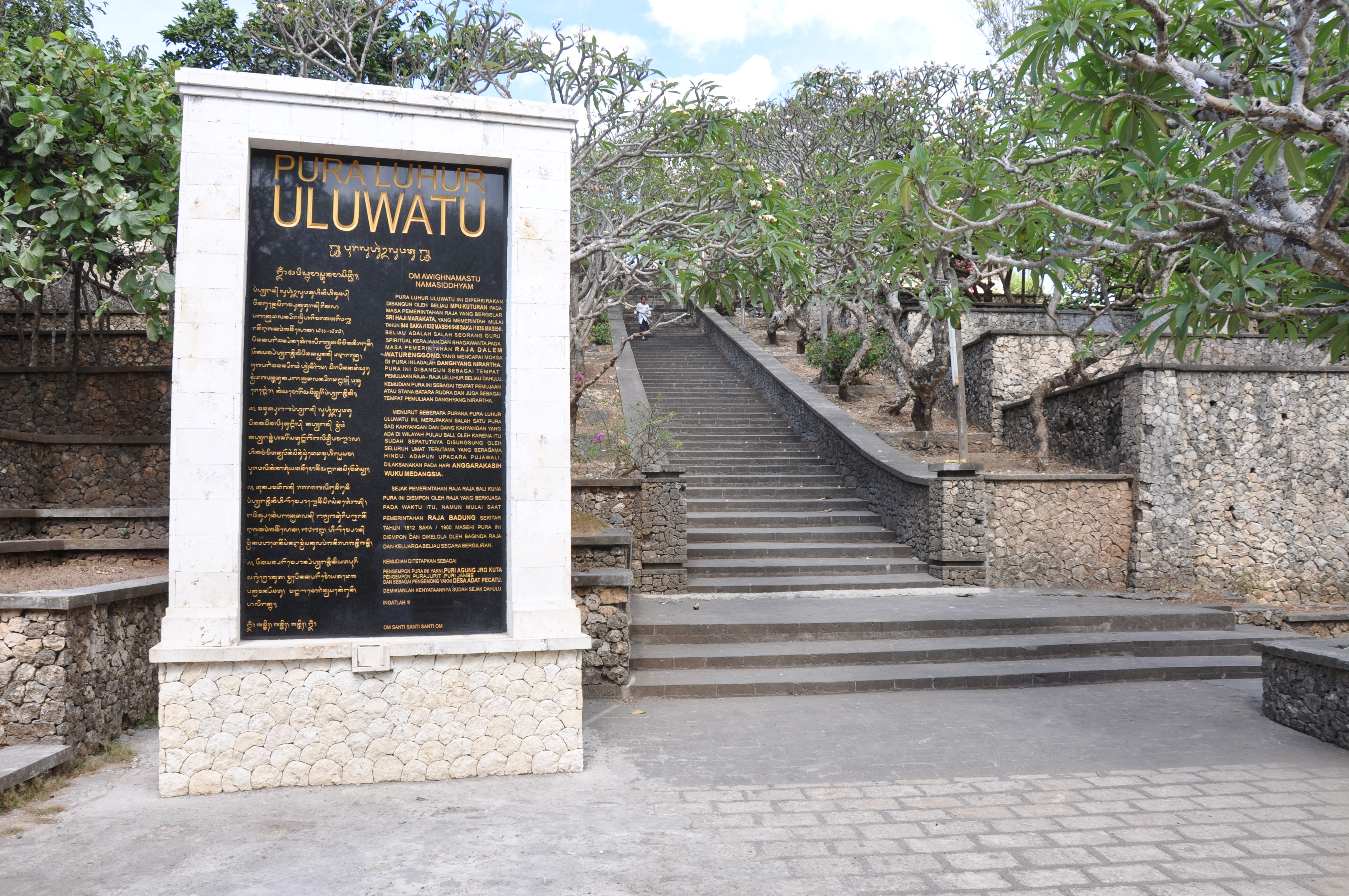
Entrée.
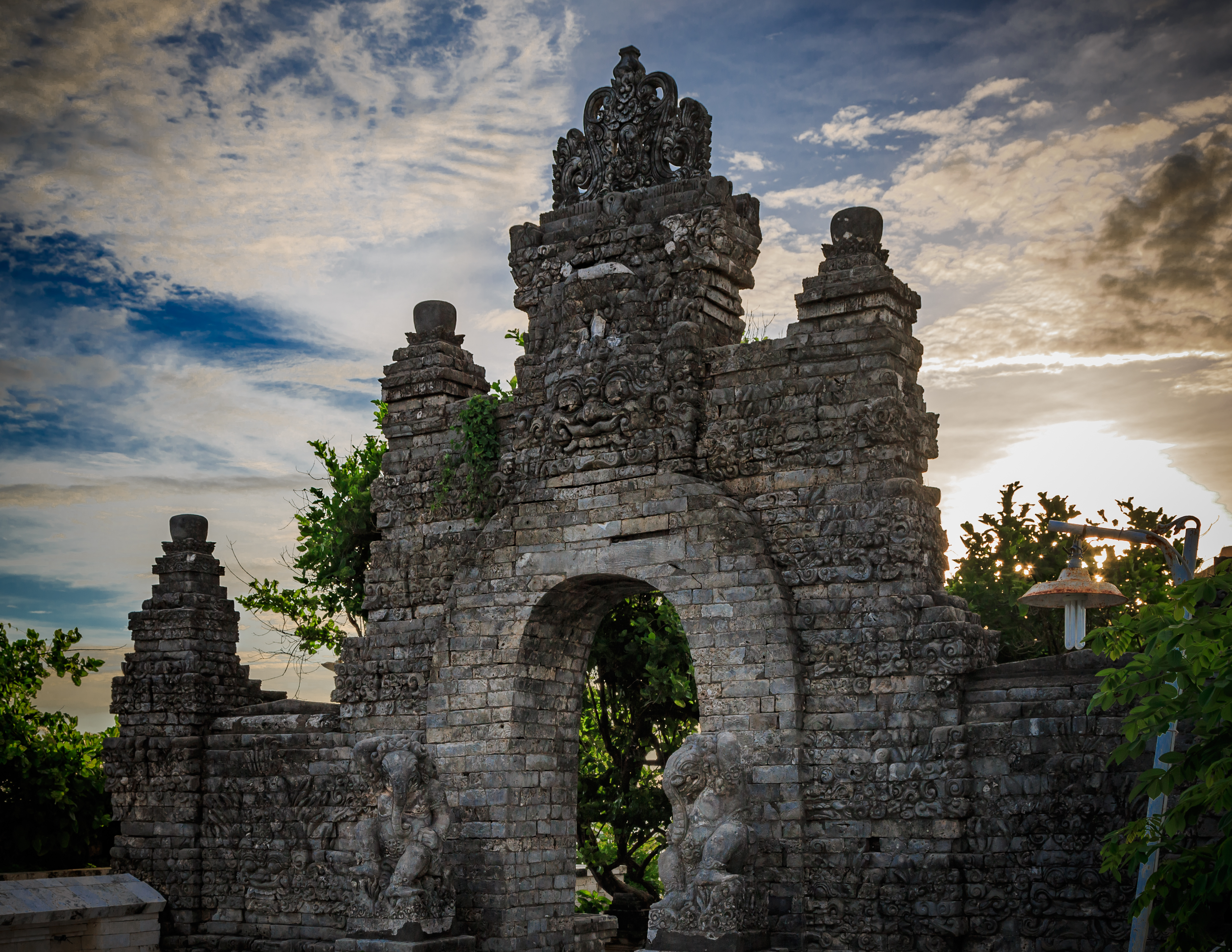
Portique.
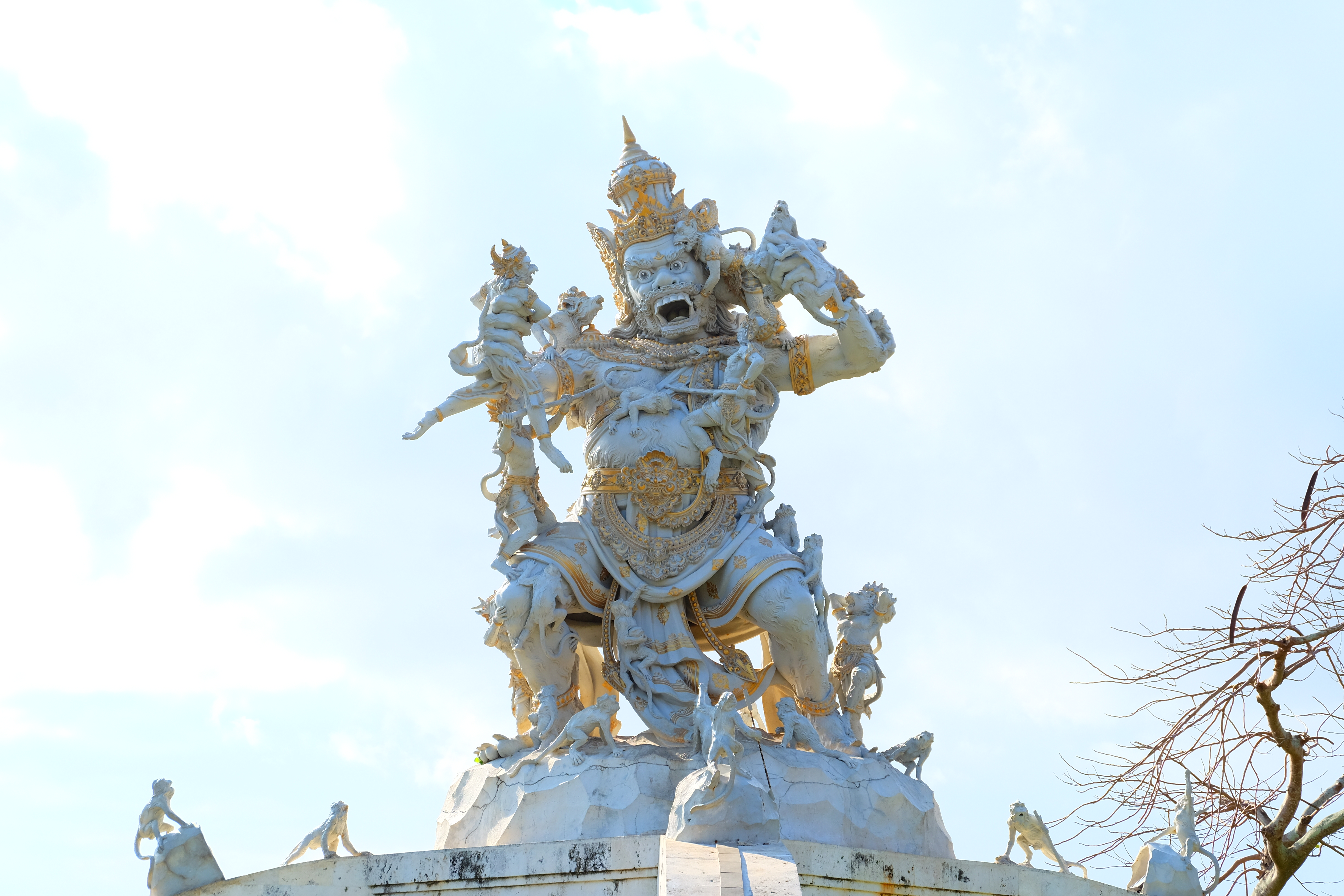
Sculpture.
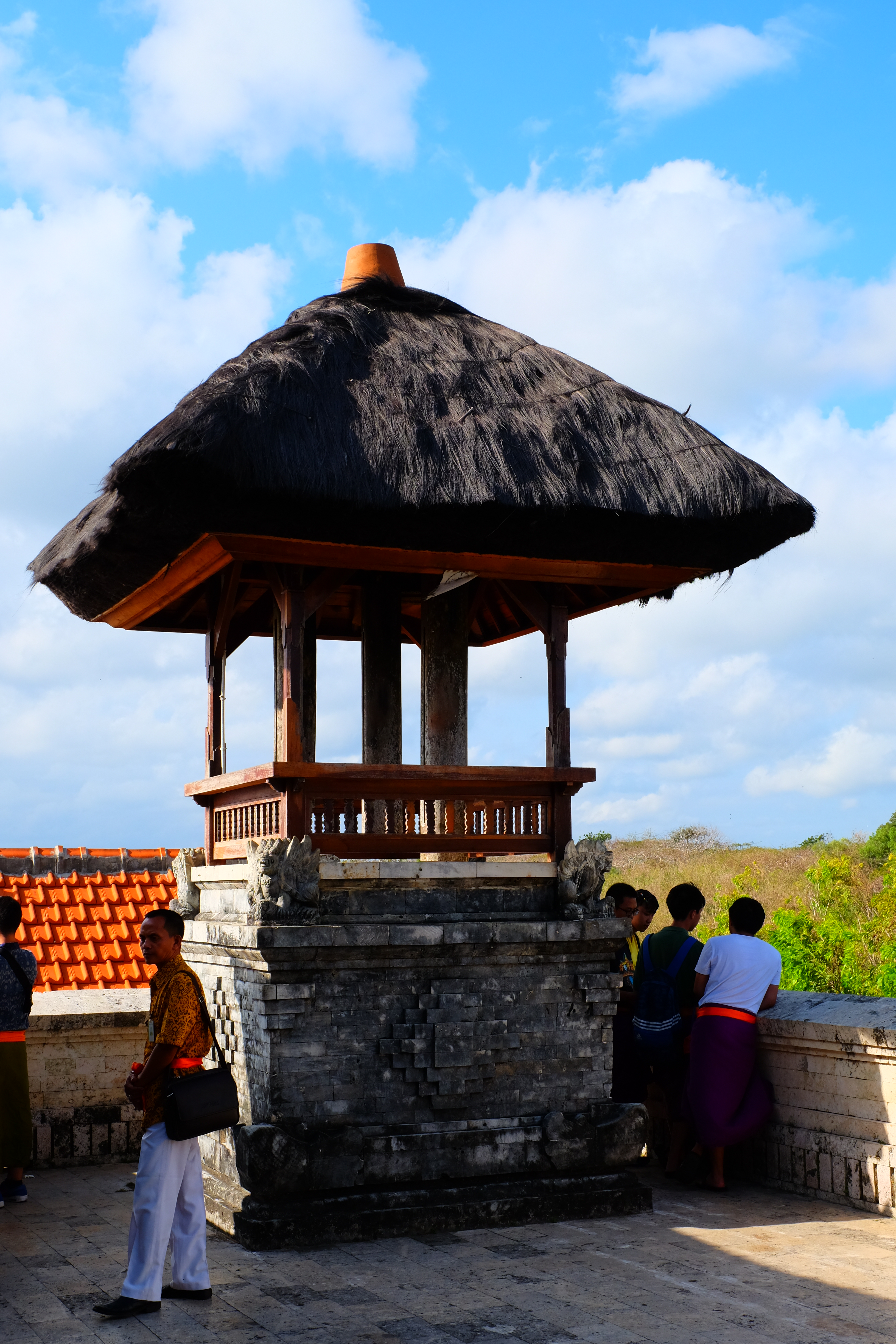

## Tourisme
Uluwatu désigne également quelques-uns des plus beaux spots de surf de Bali (et peut-être du monde), dont le plus connu est Uluwatu Impossibles.